# Зембожин-Перший (Мазовецьке воєводство)
Зембожин-Перший (пол. Zemborzyn Pierwszy) — село в Польщі, у гміні Солець-над-Віслою Ліпського повіту Мазовецького воєводства.
Населення — 400 осіб (2011).
У 1975-1998 роках село належало до Радомського воєводства.

## Демографія
Демографічна структура станом на 31 березня 2011 року:
|          | Загалом | Допрацездатний вік | Працездатний вік | Постпрацездатний вік |
| -------- | ------- | ------------------ | ---------------- | -------------------- |
| Чоловіки | 195     | 33                 | 130              | 32                   |
| Жінки    | 205     | 38                 | 104              | 63                   |
| Разом    | 400     | 71                 | 234              | 95                   |